# 앨런 코톡
앨런 코톡 (Alan Kotok; 1941년 11월 9일 – 2006년 5월 26일)은 미국의 컴퓨터 과학자로서, Digital Equipment Corporation (Digital 또는 DEC)과 World Wide Web Consortium (W3C)에서 세운 업적으로 유명하다. Steven Levy는 저서 Hackers : Heroes of Computer Revolution에서 MIT의 코톡과 동급생들을 최초의 진정한 해커라고 일컬었다.
- 코톡 패밀리 홈페이지 보관됨 2016-10-30 - 웨이백 머신
- 월드 와이드 웹 컨소시엄 (W3C)
- MIT 컴퓨터 과학 및 인공 지능 연구소 (CSAIL)
- Wright, Sarah H. (2006년 6월 13일). “Alan Kotok, 64, created joystick”. MIT News Office. 2007년 1월 8일에 원본 문서에서 보존된 문서. 2006년 12월 27일에 확인함.
- Kotok, Alan (2004년 11월 15일). “Oral History of Alan Kotok” (PDF). Computer History Museum. 2011년 9월 27일에 원본 문서 (PDF)에서 보존된 문서. 2006년 7월 1일에 확인함.
- Computer History Museum (September 2005). “Mastering the Game: A History of Computer Chess”. 2006년 8월 8일에 원본 문서에서 보존된 문서. 2006년 7월 1일에 확인함. Computer History Museum (September 2005). “Mastering the Game: A History of Computer Chess”. 2006년 8월 8일에 원본 문서에서 보존된 문서. 2006년 7월 1일에 확인함. Computer History Museum (September 2005). “Mastering the Game: A History of Computer Chess”. 2006년 8월 8일에 원본 문서에서 보존된 문서. 2006년 7월 1일에 확인함. Computer History Museum (September 2005). “Mastering the Game: A History of Computer Chess”. 2006년 8월 8일에 원본 문서에서 보존된 문서. 2006년 7월 1일에 확인함.
  - 특히 Computer History Museum (September 2005). “Section 2.4: Opening Moves: Getting Going”. 2006년 7월 1일에 확인함.
- Alan Kotok (December 1, 2004). 월드 와이드 웹 : 10 주년 . WGBH 교육 재단. 0:39:40에 발생한 이벤트. 2013년 5월 12일에 원본 문서에서 보존된 문서 . 2012년 8월 20일에 확인함.